# Tockus damarensis
Il buceretto beccorosso di Damara (Tockus damarensis (Shelley, 1888)) è un uccello della famiglia dei Bucerotidi originario dell'Africa sud-occidentale.

## Descrizione

### Dimensioni
Misura 35 cm di lunghezza, per un peso di 200-220 g nel maschio e di 150-200 g nella femmina.

### Aspetto
Fino a poco tempo fa, il buceretto beccorosso di Damara era considerato una sottospecie del buceretto beccorosso (Tockus erythrorhynchus). Come quest'ultimo, è prevalentemente nero sulle parti superiori e bianco su quelle inferiori. Le copritrici alari sono ricoperte da grandi macchie bianche e le timoniere esterne formano un ampio bordo bianco sulla coda. Gli occhi hanno lo stesso colore marrone. Anche il becco è identico: è quasi interamente rosso, con il culmen leggermente ricurvo. Sono presenti anche la zona gialla alla base del becco e la lunga macchia nera sulla parte iniziale del ramo inferiore.
Tuttavia, è possibile notare alcune notevoli differenze: il buceretto rosso di Damara è un po' più grande, ha la testa e la parte superiore del petto più bianchi e la pelle nuda facciale color carne scuro.
A causa dell'aspetto quasi identico e nonostante il fatto che occupino areali abbastanza distanti tra loro, le due specie vengono spesso confuse.

## Voce
Il buceretto beccorosso di Damara emette una lunga serie di note starnazzanti, che danno l'impressione che l'animale sia agitato. Il richiamo inizia con dei kuk kuk kuk, guadagna potenza e velocità e termina con delle doppie note, kuk-we kuk-we. Assomiglia per molti aspetti a quello del buceretto beccorosso (Tockus erythrorhynchus).

## Biologia
I buceretti vivono in coppia anche al di fuori della stagione della nidificazione. Fanno regolarmente bagni di acqua e di polvere e i loro posatoi preferiti sono gli alberi di acacia e di giuggiolo (Ziziphus mucronata), dove risiedono generalmente sui rami vicino al tronco. Questi uccelli sono monogami e possiedono richiami e comportamenti di seduzione diversi da quelli del buceretto beccorosso, che costituiscono la giustificazione principale della separazione in una specie distinta.
Come quello della maggior parte dei buceretti beccorosso, il volo del buceretto beccorosso di Damara è caratterizzato da un'alternanza di battiti d'ala e di planate.

### Alimentazione
Il buceretto beccorosso di Damara si nutre principalmente di insetti che trova soprattutto a terra, ma che cattura occasionalmente anche in aria.
Le sue prede sono numerose e varie: ortotteri (grilli e cavallette), bruchi, formiche, termiti e coleotteri. Il menu comprende anche altri tipi di invertebrati come scorpioni, millepiedi, solifugi e ragni. Alcuni piccoli vertebrati, come i camaleonti del Capo (Chamaeleo dilepis), le raganelle delle sabbie (Tomopterna) e gli scinchi (Trachylepis), a volte completano la dieta.

### Riproduzione
La stagione della nidificazione è in pieno svolgimento tra febbraio e marzo, dopo l'inizio delle piogge primaverili.
Il buceretto beccorosso di Damara nidifica nella cavità naturale di un albero, il cui fondo viene rivestito con foglie verdi. La femmina rimane segregata al suo interno per un lungo periodo, quanto dura l'incubazione e la crescita dei pulcini. Sigilla essa stessa l'ingresso del nido con i propri escrementi e resti di cibo, come millepiedi frantumati, lasciando solo una stretta fessura verticale attraverso la quale il compagno possa nutrirla.
La covata comprende da 3 a 8 uova che la femmina cova da sola per 24-27 giorni. Quest'ultima rompe la parete che sigilla l'ingresso non appena il primogenito raggiunge i 18 giorni di età. Successivamente, i nidiacei rimasti sigillano nuovamente il foro di entrata e rimangono all'interno della cavità per altri 27 giorni. Diventano totalmente indipendenti poco tempo dopo l'involo.

## Distribuzione e habitat
Il buceretto beccorosso di Damara è originario del continente africano. Il suo areale, piuttosto ridotto, comprende le regioni centrali e nord-orientali della Namibia, in particolare l'area del parco nazionale d'Etosha. Vive anche nell'Angola sud-occidentale e probabilmente nel Botswana occidentale.
Il buceretto beccorosso di Damara preferisce generalmente le zone boschive di acacia, ma si trova anche nei boschetti di mopane (Colophospermum mopane) che crescono su suoli alcalini poco profondi e scarsamente drenati. Questi uccelli frequentano anche le savane in cui si trovano alberi di giuggiolo o di altre latifoglie e la vegetazione che costeggia i corsi d'acqua.

## Conservazione
Il buceretto beccorosso di Damara viene cacciato da predatori quali grandi rapaci e mammiferi terricoli o arboricoli. I nidiacei e le covate sono le principali vittime di questi carnivori. Nell'elenco delle specie più pericolose troviamo innanzitutto l'aquila minore africana (Aquila spilogaster) e la poiana augure (Buteo augur), ma anche il varano delle steppe dell'Africa orientale (Varanus albogularis), il ratto dalla coda nera (Thallomys nigricauda) e il babbuino nero (Papio ursinus).
Il buceretto beccorosso di Damara occupa un areale molto piccolo rispetto ad altri buceretti dal becco rosso (Tockus kempi, Tockus erythrorhynchus) ed è pertanto più vulnerabile. Nelle zone in cui nidifica, gli alberi di mopane sono ancora abbondanti. Questi alberi, alti dai 4 ai 18 metri, si raggruppano in foreste e costituiscono siti perfetti per accogliere i nidi. Tuttavia, in assenza di alberi, il buceretto beccorosso di Damara accetta volentieri i nidi artificiali forniti dall'uomo, come fa nel Daan Viljoen Game Park, nei pressi di Windhoek. Malgrado le ridotte dimensioni dell'areale, comunque, il numero di esemplari non è in diminuzione, pertanto l'animale figura tra le «specie a rischio minimo» (Least Concern).